# Grand Prix moto de France 1969
Le Grand Prix moto de France 1969 est la troisième manche du Championnat du monde de vitesse moto 1969. La compétition s'est déroulée du 17 au 18 mai 1969 sur le circuit Bugatti au Mans. C'est la 36e édition du Grand Prix moto de France et la 14e édition comptant pour le championnat du monde.

## Résultats des 500 cm³
| Pos  | Pilote              | Moto      | Temps/Écart       | Points |
| ---- | ------------------- | --------- | ----------------- | ------ |
| 1    | Giacomo Agostini    | MV Agusta | 1 h 16 min 53 s 2 | 15     |
| 2    | Billie Nelson       | Paton     | +1 tour           | 12     |
| 3    | Karl Auer           | Matchless | +1 tour           | 10     |
| 4    | Theo Louwes         | Norton    | +1 tour           | 8      |
| 5    | Godfrey Nash        | Norton    | +1 tour           | 6      |
| 6    | Gyula Marsovszky    | LinTo     | +2 tours          | 5      |
| 7    | André-Luc Appietto  | Paton     | +2 tours          | 4      |
| 8    | Steve Ellis         | LinTo     | +2 tours          | 3      |
| 9    | Dan Shorey          | Seeley    | +3 tours          | 2      |
| 10   | Walter Scheimann    | Norton    | +3 tours          | 1      |
| 11   | Jean-Claude Costeux | Aermacchi |                   |        |
| 12   | Patrick Lefèvre     | Norton    |                   |        |
| 13   | Jean-Pierre Naudon  | Matchless |                   |        |
| 14   | Thierry Tchernine   | Velocette |                   |        |
| Abd. | Bosse Granath       | Seeley    | Abandon           |        |
| Abd. | Jack Findlay        | LinTo     | Abandon           |        |
| Abd. | Angelo Bergamonti   | Paton     | Abandon           |        |
| Abd. | Keith Turner        | LinTo     | Abandon           |        |
| Abd. | Percy Tait          | Triumph   | Abandon           |        |
| Abd. | Robin Fitton        | Norton    | Abandon           |        |
| Abd. | Kel Carruthers      | Aermacchi | Abandon           |        |
| Abd. | Alberto Pagani      | LinTo     | Abandon           |        |

## Résultats des 250 cm³
| Pos | Pilote            | Moto            | Temps           | Points |
| --- | ----------------- | --------------- | --------------- | ------ |
| 1   | Santiago Herrero  | OSSA            | 1 h 00 min 36 s | 15     |
| 2   | Rodney Gould      | Yamaha          | +42 s 4         | 12     |
| 3   | Kent Andersson    | Yamaha          | +1 min 21 s 3   | 10     |
| 4   | László Szabó      | MZ              | +1 min 22 s 5   | 8      |
| 5   | Angelo Bergamonti | Aermacchi       | +1 min 26 s 3   | 6      |
| 6   | Frank Perris      | Suzuki          | +1 min 28 s 4   | 5      |
| 7   | Eugenio Lazzarini | Benelli         |                 | 4      |
| 8   | Jean Auréal       | Yamaha          |                 | 3      |
| 9   | Christian Ravel   | Yamaha          |                 | 2      |
| 10  | Börje Jansson     | Kawasaki-Yamaha |                 | 1      |
| 11  | ...               | ...             |                 |        |

## Résultats des 125 cm³
| Pos | Pilote                | Moto     | Temps         | Points |
| --- | --------------------- | -------- | ------------- | ------ |
| 1   | Jean Auréal           | Yamaha   | 56 min 06 s 2 | 15     |
| 2   | Dave Simmonds         | Kawasaki | +1 min 00 s 6 | 12     |
| 3   | Ginger Molloy         | Bultaco  | +1 min 30 s 9 | 10     |
| 4   | Jacques Roca          | Derbi    | +1 min 41 s 9 | 8      |
| 5   | Jean-François Chaffin | Villa    | +1 min 45 s 7 | 6      |
| 6   | Pierre Viura          | Maico    | +1 min 46 s 1 | 5      |
| 7   | Daniel Crivello       | Maico    |               | 4      |
| 8   | Tommy Robb            | Bultaco  |               | 3      |
| 9   | Jean Campiche         | Honda    |               | 2      |
| 10  | Jim Curry             | Honda    |               | 1      |
| 11  | ...                   | ...      |               |        |

## Résultats des 50 cm³
| Pos | Pilote               | Moto     | Temps         | Points |
| --- | -------------------- | -------- | ------------- | ------ |
| 1   | Aalt Toersen         | Kreidler | 35 min 37 s 4 | 15     |
| 2   | Angel Nieto          | Derbi    | +20 s 5       | 12     |
| 3   | Paul Lodewijkx       | Jamathi  | +1 min 45 s 6 | 10     |
| 4   | Gilberto Parlotti    | Tomos    | +1 min 49 s 6 | 8      |
| 5   | Rudolf Kunz          | Kreidler | +2 min 00 s 0 | 6      |
| 6   | Barry Smith          | Derbi    | +2 min 02 s 0 | 5      |
| 7   | Jacques Roca         | Derbi    |               | 4      |
| 8   | Ludwig Faßbender     | Kreidler |               | 3      |
| 9   | Janko-Florijan Štefe | Tomos    |               | 2      |
| 10  | Charly Dubois        | Kreidler |               | 1      |
| 11  | ...                  | ...      |               |        |

## Résultats des Side-Cars
| Pos | Pilote            | Passager           | Moto   | Temps         | Points |
| --- | ----------------- | ------------------ | ------ | ------------- | ------ |
| 1   | Helmut Fath       | Wolfgang Kalauch   | URS    | 53 min 44 s 7 | 15     |
| 2   | Georg Auerbacher  | Hermann Hahn       | BMW    | +1 min 02 s 2 | 12     |
| 3   | Siegfried Schazu  | Horst Schneider    | BMW    |               | 10     |
| 4   | Franz Linnarz     | Rudolf Kühnemund   | BMW    | +1 tour       | 8      |
| 5   | Arsenius Butscher | Josef Huber        | BMW    | +1 tour       | 6      |
| 6   | Max Hauri         | Heinz Hausamann    | BMW    | +2 tours      | 5      |
| 7   | Dick Hawes        | John Mann          | Seeley |               | 4      |
| 8   | Joseph Duhem      | François Fernandez | BMW    |               | 3      |
| 9   | André Cailletet   | Jean-Paul Coquic   | BMW    |               | 2      |
| 10  | Stuart Applegate  | Rob Appleton       | BMW    |               | 1      |
| 11  | ...               | ...                | ...    |               |        |